# Ysyk-Köl (distrikt)
Issyk-Kulskij Rajon (ryska: Issyk-Kul’skiy Rayon, Иссык-Кульский Район) är ett distrikt i Kirgizistan.   Det ligger i oblastet Ysyk-Köl Oblusu, i den nordöstra delen av landet, 210 km öster om huvudstaden Bisjkek.